# ハンプトン (競走馬)
ハンプトン（Hampton、1872年 - 1897年）は、イギリスの競走馬・種牡馬である。初期には売却競馬という最下級の競走、下級ハンデ戦、障害競走を転戦し、4人の馬主を転々としていた。しかしそこから成り上がり、最終的にグッドウッドカップ、ドンカスターカップの2つのカップレースを勝利。引退後も種牡馬として成功した。
2,3歳時には全く期待されておらず、決められた価格が付けば売却しなければならないセリングレース（アメリカのクレーミングよりも扱いは更に下）に出走していた。その後もナーサリーという下級戦に出続けていたが、3歳時にグレートメトロポリタンハンデキャップというハンデ戦に出走したところ、軽量に恵まれた事もあり勝った。3歳から4歳の春にかけては障害戦にも出走している。具体的な記録は不明。分かっているのはグランドインターナショナルハードルという重賞で2着に入った事だけである。なお、この時既に同世代のエプソムダービー馬ガロピンは引退しており、両馬は一度も対戦しなかった。
4歳になると4人目の馬主、フレッド・G・ホブスンに所有が変わった。彼はハンプトンに期待を寄せていたようで、この時代権威のあった長距離のカップレースに出走させた。グッドウッドステークスに勝つと、ドンカスターカップで4着に入り、シザレヴィッチステークス（上級ハンデ戦）でも4着となった。5歳時は完全に一流馬の仲間入りをし、6連勝、3大カップレースの2つ、グッドウッドカップ、ドンカスターカップを制した。翌年には売却競馬で取引された時の72倍、7200ギニーで第3代エレズメア伯爵の手に渡った。目標としていた3大カップレースの残り1つ、アスコットゴールドカップには勝てず、30ギニーの種付け料で種牡馬入りした。
ハンプトンは種牡馬としては最初から成功する事ができた。なぜか同世代のダービー馬ガロピンは種牡馬として人気が無くそれを尻目に種牡馬成績を伸ばし、1887年にはハーミットのV8を阻止し、リーディングサイアーとなった。翌年からはガロピン、続いてセントサイモンが出現し、結局リーディングは一度しか取れなかったものの、10年以上に渡って上位を保ち続け、ラダス（2000ギニー、エプソムダービー）等の産駒を送り出した。25歳で死亡（故障による安楽死？）したハンプトンは、現在ステッチウォースパークに埋葬されている。

## 年度別競走成績
1874年（5戦3勝）
1875年（5戦2勝）
1875-76年（障害2戦1勝+）
1876年（3戦1勝）
- グッドウッドステークス

1877年（10戦8勝）
- ドンカスターカップ、グッドウッドカップ、ノーザンバーランドプレート

1878年（10戦5勝）
- エプソムゴールドカップ

## 代表産駒
- レーヴ・ドール（1000ギニー、オークス）
- メリーハンプトン（エプソムダービー）
- ラダス（2000ギニー、エプソムダービー）
- エアシャー（2000ギニー、エプソムダービー）
- ベイロナルド（下級戦のみ5勝、後継種牡馬となる）

## 血統表
| ハンプトンの血統（タッチストン系／Otisina（Lanercost）3×4=18.75%（母内）） | ハンプトンの血統（タッチストン系／Otisina（Lanercost）3×4=18.75%（母内）） | ハンプトンの血統（タッチストン系／Otisina（Lanercost）3×4=18.75%（母内）） | （血統表の出典）           | （血統表の出典） |
| 父 Lord Clifden 1860 鹿                                                    | 父の父Newminster 1848 黒鹿                                                 | Touchstone                                                                 | Camel                      | Camel            |
| 父 Lord Clifden 1860 鹿                                                    | 父の父Newminster 1848 黒鹿                                                 | Touchstone                                                                 | Banter                     |                  |
| 父 Lord Clifden 1860 鹿                                                    | 父の父Newminster 1848 黒鹿                                                 | Beeswing                                                                   | Dr.Syntax                  | Dr.Syntax        |
| 父 Lord Clifden 1860 鹿                                                    | 父の父Newminster 1848 黒鹿                                                 | Beeswing                                                                   | Ardrossan Mare             |                  |
| 父 Lord Clifden 1860 鹿                                                    | 父の母The Slave 1852                                                       | Melbourne                                                                  | Humphrey Clinker           | Humphrey Clinker |
| 父 Lord Clifden 1860 鹿                                                    | 父の母The Slave 1852                                                       | Melbourne                                                                  | Cervantes Mare             |                  |
| 父 Lord Clifden 1860 鹿                                                    | 父の母The Slave 1852                                                       | Volley                                                                     | Voltaire                   | Voltaire         |
| 父 Lord Clifden 1860 鹿                                                    | 父の母The Slave 1852                                                       | Volley                                                                     | Martha Lynn                |                  |
| 母 Lady Langden 1868 黒鹿                                                  | 母の父Kettledrum 1858                                                      | Rataplan                                                                   | The Baron                  | The Baron        |
| 母 Lady Langden 1868 黒鹿                                                  | 母の父Kettledrum 1858                                                      | Rataplan                                                                   | Pocahontas                 |                  |
| 母 Lady Langden 1868 黒鹿                                                  | 母の父Kettledrum 1858                                                      | Hybla                                                                      | The Provost                | The Provost      |
| 母 Lady Langden 1868 黒鹿                                                  | 母の父Kettledrum 1858                                                      | Hybla                                                                      | Otisina                    |                  |
| 母 Lady Langden 1868 黒鹿                                                  | 母の母Haricot 1847                                                         | Lanercost                                                                  | Liverpool                  | Liverpool        |
| 母 Lady Langden 1868 黒鹿                                                  | 母の母Haricot 1847                                                         | Lanercost                                                                  | Otis                       |                  |
| 母 Lady Langden 1868 黒鹿                                                  | 母の母Haricot 1847                                                         | Queen Mary                                                                 | Gladiator                  | Gladiator        |
| 母 Lady Langden 1868 黒鹿                                                  | 母の母Haricot 1847                                                         | Queen Mary                                                                 | Plenipotentiary Mare F.10a |                  |